# St Lawrence, Isle of Wight
St Lawrence är en by i civil parish Ventnor, på ön Isle of Wight, i grevskapet Isle of Wight i England. Byn är belägen 13 km från Newport. St Lawrence var en civil parish fram till 1933 när blev den en del av Ventnor. Civil parish hade 329 invånare år 1931.